# Чабча
Чабча (кит. 恰卜恰镇, пін. Qiàbŭqià Zhèn) — містечко у КНР, адміністративний центр повіту Гунхе у Хайнань-Тибетській автономній префектурі провінції Цінхай.

## Географія
Чабча розташовується у східній частині регіону Амдо на висоті понад 4100 метрів над рівнем моря.

### Клімат
Містечко знаходиться у зоні, котра характеризується континентальним субарктичним кліматом. Найтепліший місяць — липень із середньою температурою 15 °C (59 °F). Найхолодніший місяць — січень, із середньою температурою -10 °С (14 °F).
| Клімат Чабчі            | Клімат Чабчі | Клімат Чабчі | Клімат Чабчі | Клімат Чабчі | Клімат Чабчі | Клімат Чабчі | Клімат Чабчі | Клімат Чабчі | Клімат Чабчі | Клімат Чабчі | Клімат Чабчі | Клімат Чабчі | Клімат Чабчі |
| Показник                | Січ.         | Лют.         | Бер.         | Квіт.        | Трав.        | Черв.        | Лип.         | Серп.        | Вер.         | Жовт.        | Лист.        | Груд.        | Рік          |
| Середня температура, °C | −10          | −6           | 0            | 5            | 10           | 12           | 15           | 14           | 9            | 3            | −4           | −9           | 3            |
| Норма опадів, мм        | 1            | 2            | 4            | 12           | 38           | 52           | 72           | 72           | 41           | 18           | 2            | 1            | 315          |
| ----------------------- | ------------ | ------------ | ------------ | ------------ | ------------ | ------------ | ------------ | ------------ | ------------ | ------------ | ------------ | ------------ | ------------ |
| Джерело: Weatherbase    |              |              |              |              |              |              |              |              |              |              |              |              |              |